# هیتومی میئه‌نو
هیتومی میئه‌نو (انگلیسی: Hitomi Mieno؛ زادهٔ ۲۱ دسامبر ۱۹۷۷) خواننده و فیلم‌نامه‌نویس اهل ژاپن است. وی از سال ۱۹۹۴ میلادی تاکنون مشغول فعالیت بوده‌است. او همچنین با نام مستعار دِکو آکائو (赤尾 でこ Akao Deko) فیلم‌نامه‌نویس مجموعه انیمه‌های مختلفی شامل: نوراگامی، زیر پل آراکاوا، دوست‌دختر اسرارآمیز ایکس، پس از باران، جادوگر پرنده، و کومی نمی‌تواند صحبت کند بوده‌است.